# 永忠
永忠（1735年—1793年），字良辅，号渠仙，又号臞仙、栟榈道人、延芬居士，恂郡王胤禵孙，恭勤贝勒弘明长子，镶蓝旗宗室。获封三等辅国将军，清朝诗人。

## 生平
乾隆三十五年（1770）至四十年（1775）任宗學總管。
永忠被清人称为“少陵、昌陵之后，惟东坡可与论比”的诗人。好藏书，尤喜奇书异籍，熟諳《红楼梦》，有不少题作。遇奇书异籍，虽典衣绝食必购之归。其诗、画、琴、书，皆精妙入格。书法犹劲，颇有晋人风味。墨梅、竹石，及小景颇佳。
永忠喜读《红楼梦》，但没能结识曹雪芹，他是因侍卫墨香（宗室額爾赫宜，见其后代进士宗室良貴）而较早读到《红楼梦》的。并于乾隆三十三年戊子（1768）赋诗吊曹雪芹，题为《因墨香得观〈红楼梦〉小说，吊雪芹》，共三首。是红学界一致认为的研究《红楼梦》的重要史料。诗云：“传神文笔足千秋，不是情人不泪流；可恨同时不相识，几回掩卷哭曹侯。”“颦颦宝玉两情痴，儿女闺房语笑私；三寸柔毫能写尽，欲呼才鬼一中之。”“都来眼底复心头，辛苦才人用意搜；混沌一时七窍凿，争教天不赋穷愁。”其堂叔瑶华道人弘旿很是赞赏，手批曰：“此三章诗极妙。第《红楼梦》非传世小说，余闻之久矣、而终不欲一见，恐其中有碍语也。”
能诗、工书、善画，著有《延芬室集》。永忠与乾隆二十一年（1756）丙子举人镶蓝旗觉罗成桂（又觉罗承貴，字雪田，1723-1784，隶镶蓝旗满洲觉罗明舒佐领下，有《读易山房诗》，诗作载伊福納《白山诗钞》，据杨钟羲《雪橋詩話》卷7，成桂诗风尚冷峭，晚年贫困，靠永忠接济；其父覺羅沙清，祖父侍郎、佐领觉罗沙賴，先祖索長阿）、兆勛（董鄂氏，字牧亭）、辅国公永璥、宗室永㥣、镶红旗宗室敦敏、敦诚、镶红旗汉军布衣画家傅雯（字凯亭，师承高其佩）时有诗文往来。
其父贝勒弘明府坐落于西直门内北扒儿胡同（后改为北大安胡同）东口路北，距其祖父允禵的恂郡王府很近。

## 家庭
- 祖父恂勤郡王允禵，康熙帝第十四子。 嫡福晉完顏氏（父鑲紅旗滿洲侍郎羅察，胞兄四川布政使羅殷泰）。
- 父恭勤貝勒弘明，鑲紅旗蒙古都統。母側夫人王氏。贝勒弘明府坐落于西直门内北扒儿胡同（后改为北大安胡同）东口路北，距其父的恂郡王府很近。嫡妻完顏氏（父鑲紅旗滿洲、四川布政使羅延泰），繼妻何佳氏，側妻生母王氏。
- 胞叔弘暟（1707年 - 1759年），散秩大臣、鑲藍旗漢軍都統。嫡妻瓜爾佳氏（父頭等侍衛都里瑪）；繼妻張佳氏。
  - 子二等侍衛永珩。
  - 子頭等侍衛、鑲黃旗蒙古都統永愨。
  - 子永化。孙綿爵；妻劉佳氏（父内务府镶黄旗汉军、内務府郎中兼佐领劉淳，胞兄嘉慶十四年（1809年）己巳恩科进士敏惪）。
  - 子三等侍衛、護軍參領永蘇，妻鈕祜祿氏（祖父镶黄旗满洲、康熙乙未進士德齡）。孙女愛新覺羅氏，嫁鈕祜祿氏寧武泰（胞姊鈕祜祿氏封嘉庆帝之孝和睿皇后）。
  - 子三等侍衛永快；妻格濟勒氏（父正黄旗满洲、乾隆丙辰科進士懷蔭布）。
- 胞兄奉國將軍永恬。妻韓佳氏；其父正紅旗滿洲（正红旗高丽姓满洲旗人）、騎都尉、參領明圖，祖父頭等護衛韓成，曾祖佐領韓傑林（胞兄一等侍衛、正紅旗滿洲副都統、騎都尉傑殷；胞兄骑都尉傑都，转战厦门、陕西、四川，阵亡；《清史稿》卷258均有传；胞兄那秦，黑龍江副都統），始祖一等輕車都尉韓尼（又韩義，世居易州地方，先祖为朝鲜人；据《八旗滿洲氏族通譜》卷72，“韓尼，正紅旗人，世居易州地方，國初同兄韓雲来歸”）；胞姊韓佳氏分别嫁镶蓝旗宗室書詹（胞侄嘉慶十四年（1809年）己巳恩科进士宗室崇碩）、镶红旗宗室宜興（字桂圃，1747-1809，著有《清文補彙》 、《庸言知止》；祖父普照 (清朝宗室)；从兄宗室敦誠、宗室敦敏）、覺羅勒格（先祖德世庫）。
  - 子奉恩將軍綿旭；妻舒穆祿氏（父正黃旗滿洲 、江西巡撫海成；母烏雅氏，其父武毅謀勇公、文襄公兆惠）。孙奉恩將軍奕湄，头等侍卫、和阗領隊大臣，阵亡。孙女愛新覺羅氏，嫁镶黄旗满洲富察氏德銘（父兵部尚書、一等忠勇公豐紳濟倫，祖父 一等忠勇公福隆安）。
- 胞兄固山貝子永碩，历任鑲白旗護軍統領、正藍旗蒙古都統、宗人府左宗正。
  - 子宗室綿榜，三等侍衛。孙道光六年（1826年）丙戌科三甲進士宗室奕書。
  - 子宗室綿翱；妻伍彌氏（父正黃旗蒙古、世襲伯爵景文，祖父文端公伍彌泰，曾祖僖恪公阿喇納）。
  - 子奉恩將軍綿默。孙吉林副都統奕艾。曾孙光緒十六年（1890年）庚寅恩科进士宗室載昌。
  - 子奉恩鎮國公綿齡，散秩大臣；嫡妻章佳氏（父镶黄旗满洲、乾隆丙子舉人、烏什領隊大臣慶玉，祖父雍正元年(1723)癸卯恩科進士文端公尹繼善）。
  - 子輔國將軍綿贊，头等侍衛。
- 嫡妻卞氏（父镶红旗汉军、江蘇上元縣知縣卞兆清，曾祖福建巡撫卞永譽）。
- 继妻鈕祜祿氏。其父镶黄旗满洲伊三泰，胞叔副都統、承恩公伊松阿，姑母鈕祜祿氏封雍正帝之孝聖憲皇后（乾隆帝之母）；堂姊鈕祜祿氏，嫁宗室崇敬（又崇敏，祖父康簡親王巴爾圖；胞姊愛新覺羅氏嫁鑲黃旗滿洲、一等子爵富察氏明仁（其胞兄明義，著有《綠煙鎖窗集》；父追封一等伯傅清，姑母富察氏封乾隆帝之孝賢純皇后））。